# Dysdera baratellii
Dysdera baratellii là một loài nhện trong họ Dysderidae.
Loài này thuộc chi Dysdera. Dysdera baratellii được Carlo Pesarini miêu tả năm 2001.